# Елизавета Прусская
Мария Елизавета Каролина Виктория Прусская (нем. Marie Elisabeth Karoline Viktoria; 18 июня 1815, Берлин — 21 марта 1885, Бессунген) — принцесса Прусская, в замужестве принцесса Гессен-Дармштадтская. 

## Биография
Елизавета родилась в берлинском Городском дворце. Её родители — принц Вильгельм Прусский, младший сын короля Пруссии Фридриха Вильгельма II, и ландграфиня Мария Анна Амалия Гессен-Гомбургская. Вместе со своими братьями Адальбертом и Вальдемаром и сестрой Марией она выросла в замке Фишбах близ Шмидеберга в Крконоше.
22 октября 1836 года в Берлине принцесса Елизавета вышла замуж за принца Карла Гессен-Дармштадтского, второго сына великого герцога Людвига II.
На своей новой родине принцесса Елизавета посвятила себя заботам о бедных, по её инициативе в 1858 году в Дармштадте был учреждён дом диаконис Елизаветинского монастыря, на строительство которого она передала 10 тысяч гульденов. Принцесса славилась своим милосердием и набожностью. Благодаря принцессе Елизавете город Дармштадт обзавёлся одним из своих самых крупных художественных сокровищ — «Мадонной» Гольбейна 1526 года, ставшей известной как «Дармштадтская мадонна».

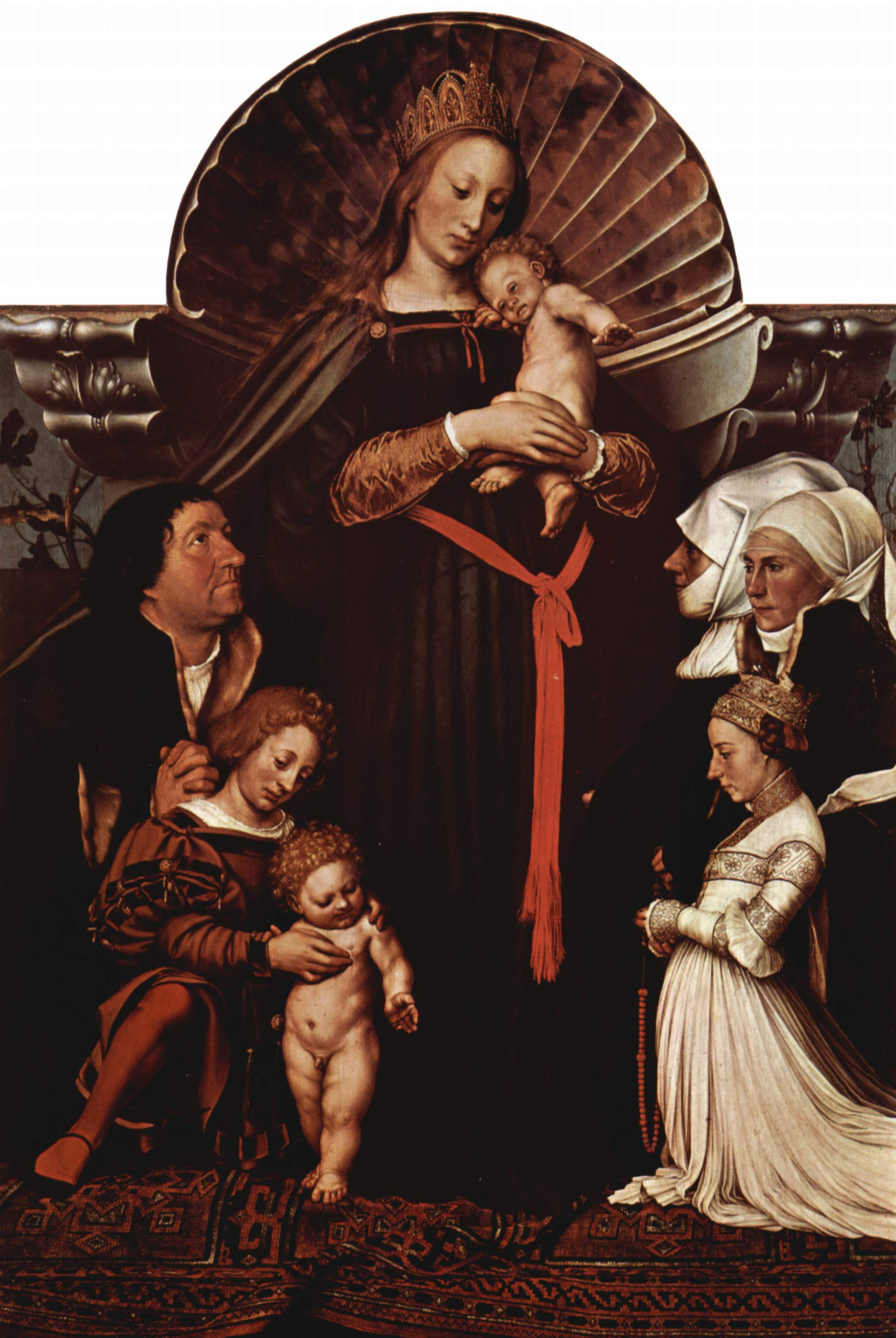
Дармштадтская мадонна

## Потомки
- Фридрих Вильгельм Людвиг Карл (1837—1892), великий герцог Гессенский (1877—1892)
- Генрих Людвиг Вильгельм Адальберт Вальдемар Александр (1838—1900)
- Мария Анна Вильгельмина Елизавета Матильда (1843—1865), замужем за великим герцогом Мекленбурга Фридрихом Францем II (1823—1883)
- Вильгельм Людвиг Фридрих Георг Эмиль Филипп (1845—1900)

## Награды
- Орден Святой Екатерины большого креста (8 июля 1841[1]).